# Батищева, Раиса Николаевна
Раиса Николаевна Батищева — советский хозяйственный и государственный деятель, лауреат Государственной премии СССР за выдающиеся достижения в труде.

## Биография
Член КПСС с 1965 года.
В 1958—1990 — слесарь-сборщица, бригадир слесарей-сборщиков Волгоградского тракторного завода Министерства тракторного и сельскохозяйственного машиностроения СССР.
За выдающиеся достижения в труде на основе комплексного совершенствования трудовых процессов, совмещения профессий, внедрения передовых методов и форм организации труда была в составе коллектива удостоен Государственной премии СССР за выдающиеся достижения в труде 1977 года.
Делегат XXIV съезда КПСС.
Жила в Волгограде.

## Награды
- Орден Октябрьской Революции
- Орден Трудового Красного Знамени